# Власов, Михаил Александрович
Михаи́л Алекса́ндрович Вла́сов (9 ноября 1924, село Вечное, Майкопский округ, Северо-Кавказский край — 16 октября 1986, хутор Грозный, Майкопский район, Адыгейская АО) — участник Великой Отечественной войны, кавалер ордена Славы трёх степеней .

## Биография

### Ранняя биография
Родился 9 ноября 1924 года в селе Вечное Майкопского округа(ныне село Великовечное Белореченского района Краснодарского края) в семье крестьянина. Русский. С детства жил в хуторе Грозный Майкопский район (ныне Республика Адыгея). Учился в школе станицы Севастопольская. Окончил 6 классов с 15 лет пошёл трудиться в колхоз.

### В Великую Отечественную войну
Михаил в семнадцатилетнем возрасте работал прицепщиком в тракторной бригаде колхоза «17 лет Октября» до начала оккупации Адыгеи (9.8.1942). Рвался на фронт, но солдатскую шинель надел лишь в феврале 1943 года, когда Адыгея была освобождена от фашистских оккупантов. 
Призван в армию 14 февраля 1943 года Майкопским РВК, на фронте с 24 августа 1943 года. 18 сентября 1943 года был ранен.
Боевое крещение принял 24 августа 1943 года на Юго-Западном фронте в ходе Донбасской операции, будучи солдатом 1-й стрелковой роты 177-го стрелкового полка 236-й стрелковой дивизии, которая, форсировав Северский Донец в районе города Змиев Харьковской области, была введена в сражение и, прорвав оборону противника в районе села Ждановка, развивала наступление, продвигаясь к Днепродзержинску. 
Его полк вышел на подступы к Днепру, где в ходе боевых действий 18 сентября Михаил Александрович получил тяжёлое ранение и выбыл из строя, оказавшись на госпитальной койке.
После выздоровления и прохождения службы в запасном полку в Новочеркасске, где он освоил сапёрное дело, в конце сентября 1944 года М.А. Власов прибыл на 1-й Белорусский фронт, получив назначение в 1-ю саперную роту 416-го отдельного саперного батальона 247-й Рославльской стрелковой дивизии 69-й армии.
Начиная с этого времени и до конца войны, Михаил Александ-рович будет шагать фронтовыми дорогами впереди наступающей пехоты, прокладывая ей путь через проволочные заграждения, мин¬ные поля, помогая форсировать реки. И делал он свою работу без страха, с какой-то крестьянской основательностью, зная, что от его работы зависит успех боя и никогда не довольствовался достигну¬тым. Настойчиво овладевал этой сложной специальностью, пости¬гая тайны взрывоопасных предметов и при этом никогда не забы¬вал непреложную истину, что сапер ошибается только один раз. 

### Орден Славы III степени
В ходе боевых действий в районе Шляхетского Ляса, что юго-западнее Радома, командир дивизии генерал-майор Г.Д. Мухин решил в ночь с 21 на 22 октября 1944 года провести разведку боем с целью захвата контрольного пленного. Для выполнения этой задачи был сформирован разведотряд в составе 1-й стрелковой роты и взвода разведчиков 920-го стрелкового полка под командованием старшего лейтенанта Ф.П. Рязанова. В отряд были включены также 6 саперов во главе со старшим сержантом Г.В. Ерофеевым, среди которых находился М.А. Власов. Они должны были обеспечить разведчикам пути прохода через минные поля и проволочные заграждения.
Рядовой 416-го отдельного сапёрного батальона 247-й стрелковая дивизии, 69-я армия, 1-й Белорусский фронт Власов М. А., участвуя в разведке боем по захвату контрольного пленного в ночь с 21 на 22 октября 1944 года в районе южнее населённого пункта Шляхетский Ляс (англ. Szlachecki Las), под ружейно-пулеметным огнём проделал проход в проволочном заграждении и минном поле противника, чем содействовал успешному проведению разведоперации, во время которой было захвачено трое военнопленных.  Во время отхода один пленный, будучи раненым, скончался на нейтральной полосе, а двое других были доставлены в штаб дивизии. Они оказались воинами 355-го пехотного полка 214-й пехотной дивизии (генерал-майора Хорна) и дали ценные сведения. За высокое мастерство при проделывании проходов и проявленные при этом мужество, отвагу, за активное участие в захвате трех «языков» приказом командира дивизии генерал-майора Г.Д. Мухина от 31 октября 1944 года он был удостоен ордена Славы 3-й степени. Это была первая награда отважного сапёра. А вскоре его грудь украсил, как свидетельство высокого боевого мастерства и первоклассного специалиста, нагрудный знак «Отличный сапёр».

### Орден Красной Звезды
5 февраля 1945 года рядовой сапёр-разведчик Власов М. А. при разведке подступов к реке Одер в районе Эгера в составе взвода участвовал в разгроме группировки противника численностью до роты. При этом было взято в плен 34 немецких солдата и офицера. Лично красноармеец Власов обезоружил и взял в плен 5 солдат. При закреплении плацдарма на западном берегу реки Одер под сильным ружейно-пулемётным и миномётным огнём противника, поставил 75 противотанковых мин.
В ходе этих боев М.А. Власов вновь показал себя мужественным и бесстрашным бойцом. Действуя в группе со своими боевыми друзьями старшим сержантом В.В. Артенюком, красноармейцами А.М. Равковичем, В.Н. Олейником, В.Д. Лобко, Н.П. Макоедом и В.И. Ильиным, под сильным ружейно-пулеметным и минометным огнем он снял у противника 60 противотанковых мин. За проявленную воинскую доблесть Михаил Александрович был представлен к ордену Красной Звезды.
Приказом 247 стрелковой Рославльской дивизии № 013/н от 24 февраля 1945 года награждён орденом Красной Звезды.

### Орден Славы II степени
Спустя три недели, 27 февраля, М.А. Власов вновь совершил подвиг и на его груди рядом с орденами Красной Звезды и Славы 3-й степени засверкал орден Славы 2-й степени, которым он был награжден 28 марта 1945 года приказом командующего 69-й ар¬мией генерал-полковника В.Я. Колпакчи.
В этот день в целях расширения плацдарма по приказу командира дивизии под прикрытием артиллерийского огня в наступление перешел 1-й стрелковый батальон 916-го стрелкового полка под командованием майора С.А. Кучина, имея задачу овладеть высотой 48,4. 
Сапёр 416-го отдельного саперного батальона 247-й стрелковой дивизии Власов М. А. 27.02.1945 г. в районе города Франкфурт-на-Одере, Германия проделал проходы в своём минном поле, затем во вражеском, и в проволочном заграждении, ворвался вместе с бойцами во вражескую траншею и удерживал её до подхода главных сил.
Приказом командующего 69-й армии генерал-полковника Колпакчи В. Я. № 105/н от 28.3.1945 года награждён орденом Славы 2 степени. 
Боевые действия на Одерском плацдарме продолжались, не утихая ни на час, более двух месяцев. Воины дивизии, чуть ли не ежедневно отражая вражеские контратаки в районе западнее города Лебус, постоянно расширяли плацдарм, улучшая свои позиции в преддверии наступления на Берлин.
Воевал Михаил Александрович смело и мужественно, выплескивая всю свою ярость и ненависть к врагу. Будучи дважды раненым, 10 марта и 7 апреля, он категорически отказался от госпитализации. Берлин был всего в 60 километрах и 20-летнему солдату уж очень хотелось в это логово фашизма войти победителем.

### Орден Славы I степени
Сапёр 416-го отдельного саперного батальона 247-й стрелковой дивизии Власов М. А. В предместье города Франкфурт-на-Одере 23.4.1945 года сделал проходы в проволочном и минном заграждениях, снял 75 противопехотных мин, провёл 2 танка и стрелковую роту, уничтожил до 10 солдат противника.
Прорвав вражескую оборону, 5 мая 247-я дивизия вышла к реке Эльба южнее Магдебурга, где произошла встреча советских воинов с передовыми подразделениями и разведкой 30-й пехотной дивизии американской армии. Здесь и закончил свой боевой путь Михаил Александрович, сделав последние выстрелы по врагу. 
А 10 мая 1945 года командир 416-го саперного батальона майор М.И. Лебедев и командир 247-й дивизии генерал-майор Г.Д. Мухин представили М.А. Власова за проявленные им мужество, отвагу и мастерство в ходе Берлинской операции к ордену Славы 1-й степени. 
Указ Президиума Верховного Совета СССР о награждении его этим орденом состоялся 15 мая 1946 года. 
Награждён орденом Славы 1 степени. Вручён спустя 21 год, 9 мая 1967 года.

### После войны
В 1945 году демобилизован. Вернулся в родной хутор Грозный и работал в колхозе «17 лет Октября», затем в коллективах Первомайского леспромхоза, Майкопского спиртзавода, районной передвижной механизированной колонны, снова в своем колхозе, переименованном в «Путь к коммунизму». Трудился он везде честно, добросовестно, как подобает фронтовику, с солдатским упорством. Был награждён медалью «За доблестный труд. В ознаменование 100-летия со дня рождения В.И. Ленина». 
А о том, что он стал полным кавалером ордена Славы Михаил Александрович узнал лишь спустя 21 год, 9 мая 1967 года, когда ему в торжественной обстановке в районом центре вручили золотой солдатский орден. 
Скончался 16 октября 1986 года в хуторе Грозный Майкопского района (ныне Республика Адыгея). Похоронен в посёлке Победа Майкопского района.

## Награды
- Орден Отечественной войны I степени (3.03.1985)[7]
- Орден Красной Звезды[4][5][8]

- Полный кавалер ордена Славы:
  - орден Славы I степени[9][10];
  - орден Славы II степени [11][12];
  - орден Славы III степени [13][14];
- медали, в том числе:
  - «В ознаменование 100-летия со дня рождения Владимира Ильича Ленина» (6 апреля 1970)
  - «За победу над Германией» (9 мая 1945[15])[16]
  - «За взятие Берлина» (9.6.1945)
  - «20 лет Победы в Великой Отечественной войне 1941—1945 гг.» (7 мая 1965[17])
  - «30 лет Победы в Великой Отечественной войне 1941—1945 гг.»[18]
  - 40 лет Победы в Великой Отечественной войне 1941—1945 гг.[19]
  - «30 лет Советской Армии и Флота»[20]
  - «40 лет Вооружённых Сил СССР»[21]
  - «50 лет Вооружённых Сил СССР» (26 декабря 1967[22])
- Знак «25 лет победы в Великой Отечественной войне» (1970)

## Память

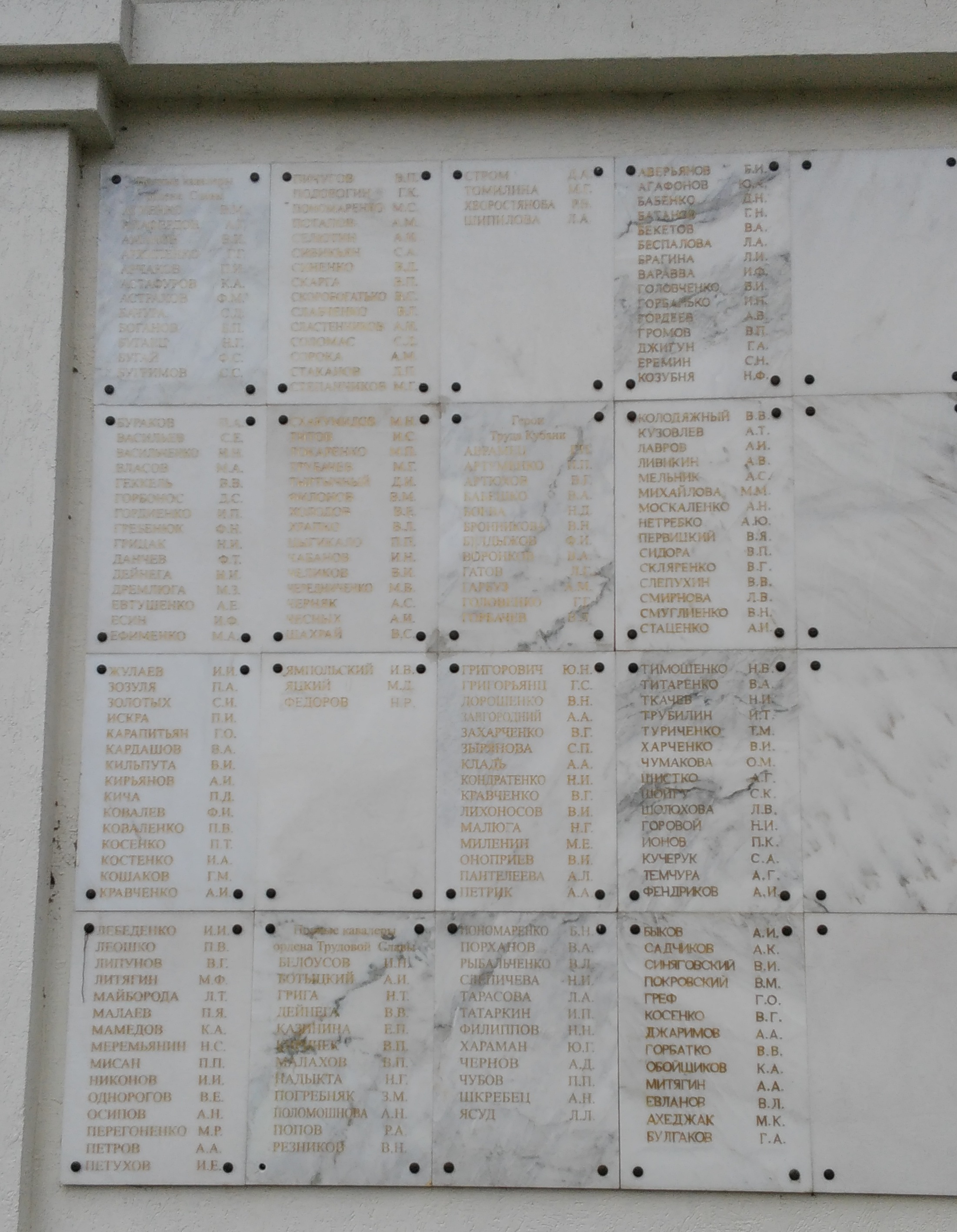
Мемориальная доска с именами полных кавалеров Ордена Славы в Краснодаре.

- В Краснодаре установлена Мемориальная доска с именами полных кавалеров Ордена Славы.
- Установлен надгробный памятник на могиле Героя.
- Похоронен в посёлке Победа, Майкопский район, Республика Адыгея, на могиле Героя установлен надгробный памятник.
- Его имя увековечено в Главном Храме Вооружённых сил России, и навсегда запечатлено на мемориале «Дорога памяти»